# St. Dionysius (Virnsberg)

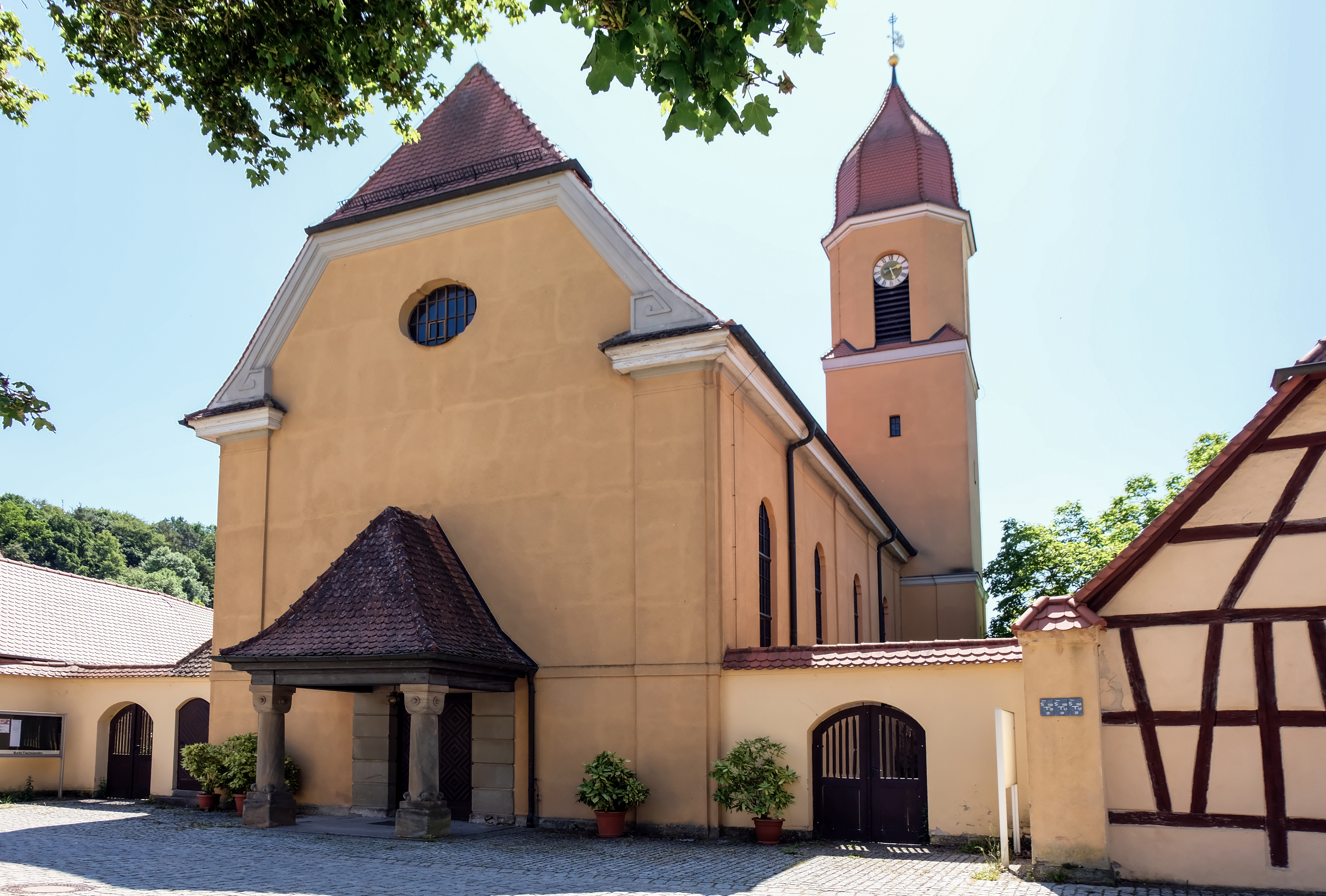
St. Dionysius in Virnsberg

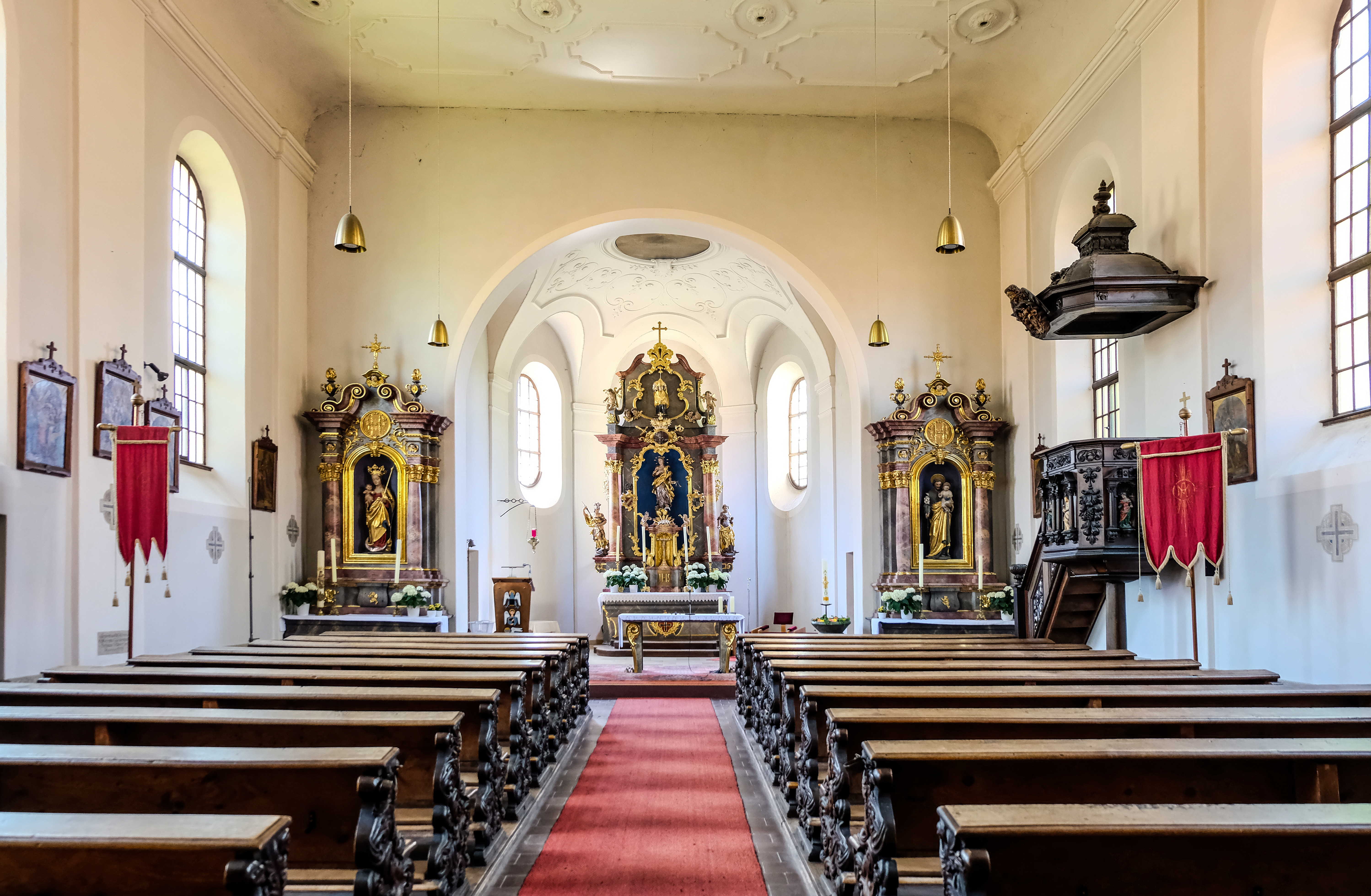
Kirchenschiff und Chor

Die römisch-katholische, denkmalgeschützte Pfarrkirche St. Dionysius steht in Virnsberg, einem Gemeindeteil des Marktes Flachslanden im Landkreis Ansbach (Mittelfranken, Bayern). Die Kirche ist unter der Denkmalnummer D-5-71-146-29 als Baudenkmal in der Bayerischen Denkmalliste eingetragen. Die Pfarrei gehört zum Seelsorgebereich Ansbach Stadt und Land im Dekanat Ansbach des Erzbistums Bamberg.

## Beschreibung
Der Grundstein für die Saalkirche im Jugendstil wurde am 4. Juli 1915 gelegt, fertiggestellt wurde sie 1917. Sie besteht aus einem Langhaus, einem eingezogenen, dreiseitig geschlossenen Chor im Westen, einem Chorflankenturm auf quadratischem Grundriss an dessen Nordwand und einer Sakristei an dessen Südwand. Das Langhaus hat ein Krüppelwalmdach mit Fledermausgauben. Der Turm schließt mit einer Glockenhaube ab. Das Portal befindet sich in einer Ädikula an der Westseite des Langhauses. Das oberste Geschoss des Turms mit Turmuhr und Glocken ist achteckig. Die Kirchenausstattung stammt aus der Burgkapelle des Schlosses Virnsberg, das dem Deutschen Orden gehörte. Im Jahr 1956 wurde die Kirche renoviert; drei Jahre später im Jahr 1959 erhielt sie ein elektronisches Glockengeläut von Dr. Hans Schmotzer.